# Oxybelis fulgidus
Espèce
Synonymes
- Coluber fulgidus Daudin, 1803
- Dryiophis catesbyi Schlegel, 1837

Oxybelis fulgidus, Liane vert ou simplement serpent liane, est une espèce de serpents de la famille des Colubridae.

## Répartition
Cette espèce possède une très large aire de répartition à travers l'Amérique centrale et du sud. Elle se rencontre au Mexique, au Guatemala, au Belize, au Honduras, au Salvador, au Nicaragua, au Costa Rica, au Panama, en Colombie, au Venezuela, au Guyana, au Suriname, en Guyane, au Brésil, en Équateur, au Pérou et en Bolivie.

## Description

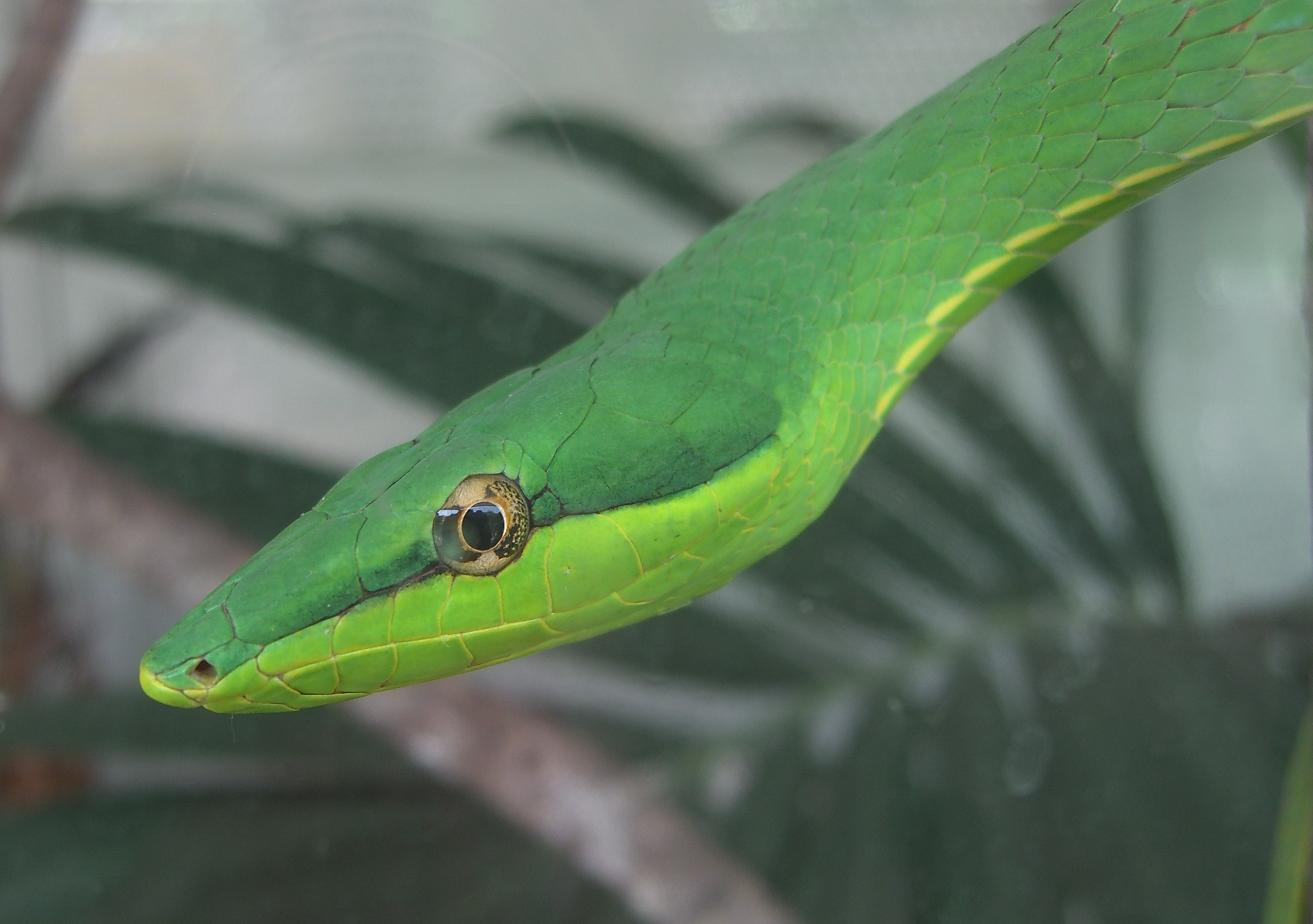
La forme de tête de Oxybelis fulgidus est caractéristique.

C'est une grande couleuvre pouvant atteindre 180 cm, de couleur verte uniforme et immédiatement reconnaissable à son museau pointu. C'est un serpent venimeux opistoglyphe. Sa morphologie rappelle fortement les espèces asiatiques du genre Ahaetulla. Il s'agit d'un cas remarquable de convergence évolutive.

## Habitat
Cette espèce se rencontre dans les forêts tropicales humides et leurs lisières.

## Biologie
Oxybelis fulgidus est diurne et arboricole. Il chasse à l'affût dans la végétation dense. Son mimétisme lui permet de passer inaperçu. Il se nourrit alors essentiellement d'oiseaux et de lézards qui sont tués par l'action de son venin avant d'être ingérés.

## Venin
Ce serpent est venimeux opistoglyphe. Il possède plusieurs dents canaliculés à l'arrière du maxillaire, son venin lui sert essentiellement à tuer ses proies. Il contient des neurotoxines appelées fulgimotoxines. Ce serpent n'est pas dangereux pour l'homme mais la morsure peut tout de même provoquer une réaction comme un gonflement local et de la tachycardie.

## Publication originale
- Daudin, 1803 : Histoire Naturelle, Générale et Particulière des Reptiles; ouvrage faisant suit à l'Histoire naturelle générale et particulière, composée par Leclerc de Buffon; et rédigee par C.S. Sonnini, membre de plusieurs sociétés savantes, vol. 6, F. Dufart, Paris.